# جوزف برچال
جوزف برچال (انگلیسی: Joseph Birchall؛ زادهٔ) بازیکن فوتبال است.
از باشگاه‌هایی که در آن بازی کرده‌است می‌توان به باشگاه فوتبال پرستون نورث اند و باشگاه فوتبال برنلی اشاره کرد.